# جنان جاسم حلاوي
جنان جاسم حلاوي، كاتب وروائي عراقي من مواليد 1956. صُدر له حتى الآن ثلاث دواوين شعر، وسبع مجموعات قصصية، وست روايات منها رواية «أهل النخيل» التي ترشحت للقائمة الطويلة للجائزة العالمية للرواية العربية في عام 2016.

## السيرة الأدبية
ولد جنان جاسم حلاوي في العراق بتاريخ 6 أيلول في عام 1956. حصل على شهادة البكالوريوس في الهندسية الكهربائية في العراق. عمل صحفيًا في الصحافة اللبنانية وتحديدًا في جريدة النهار قبل أن ينتقل إلى السويد عام 1992 ليقيم فيها.
بدأ مشواره في الكتابة في عام بداية الثمانيات حيث أصدر أول مجموعة قصصية له بعنوان «عرائس البحر» الصادر عن وزارة الثقافة العراقية في عام 1981. ثم أصدر روايته الأولى «ياكوكتي» عن دار ريّاض الريّس للكتب والنشر في عام 1991. للتوالى بعدها مؤلفاته. ويكتب حلاوي في الشعر والقصة القصيرة والرواية، وقد أصدر حتى الآن ثلاثة دواوين شعر منها دويان «تابع الطيران وحدك» الصادر عن دار نيلسن عام 2000، وسبع مجموعات قصصية منها مجموعته «عربة للصيف وامرأة للحرّية» عام 2003، وست روايات منها رواية «دروب وغروب» الصادرة عن دار الآداب ورواية «أهل النخيل» التي ترشحت للقائمة الطويلة للجائزة العالمية للرواية العربية عام 2016. تُرجمت روايته «ليل البلاد» إلى اللغة الفرنسية التي صدرت عن دار أكت سوت عام 2005.

## المؤلفات

### مجموعات قصصية
- عرائس البحر، قصص، وزارة الثقافة العراقية، بغداد، 1981
- ظلال الطيور الهاربة، قصص، وزارة الثقافة السوريّة، دمشق، 1991
- غادرني نيوتن والوقت غروب، قصص، دار ميريم، بيروت، 1991
- رماد الماء حول الجزر، قصص، دار ميريم، بيروت، 1991
- قصص الحب قصص الحرب، قصص، دار المنفى، السويد، 1998
- كُلْ يا طاووسي حتّى تكبر، قصص، دار المنفى، السويد، 1999
- عربة للصيف امرأة للحريّة، قصص، دار الكنوز الأدبيّة، بيروت، 2003

### دواوين شعر
- تابع الطيران وحدك، شعر، دار نيلسن، بيروت، 1995
- شؤون يوميّة لا تعني أحدًا، شعر، دار نيلسن، بـيروت، 2000
- هذا المساء حارّ فعلاً، شعر، دار نيلسن، بيروت، 2009

### روايات
- ياكوكتي، رواية، رياض الريّس للكتب والنشر، بيروت، 1991
- في المعرفة الشعريّة، مقالات، دار الحركة الشعريّة، المكسيك، 1998
- ليل البلاد، رواية، دار الآداب، بيروت، 2002 (صدرت بالفرنسيّة عام 2005 لدى دار أكت سود)
- دروب وغبار، رواية، دار الآداب، بيروت، 2003
- أماكن حارّة، رواية، دار الآداب، بـيروت، 2006
- هواء قليل، رواية، دار الآداب، بيروت، 2009
- أهل النخيل، رواية، دار الساقي، بيروت، 2015

## الجوائز والترشيحات
- ترشحت روايته «أهل النخيل» للقائمة الطويلة للجائزة العالمية للرواية العربية في عام 2016.